# Flor da Serra do Sul
Flor da Serra do Sul é um município brasileiro do estado do Paraná. Sua população no censo de 2022 do IBGE foi de 4.364 habitantes.

## Etimologia
A origem do termo "Flor da Serra" é incerta, sendo atribuída aos populares, com o acréscimo de "do Sul" no ato de emancipação do município.

## História
As primeiras famílias colonizadoras se instalaram na atual sede do município em meados dos anos 1950, atraídas pelo extrativismo do pinhão. As primeiras atividades comerciais, por sua vez, tiveram início nos anos 1960, com o estabelecimento de uma rodoviária e comércio de itens gerais. Com a Lei Estadual n° 9.300 de 18 de julho de 1990, foi criado o munícipio, com a instalação oficial ocorrendo apenas em 01 de janeiro de 1993, emancipado de Salgado Filho, Marmeleiro e Barracão.